# Joseph Calleja

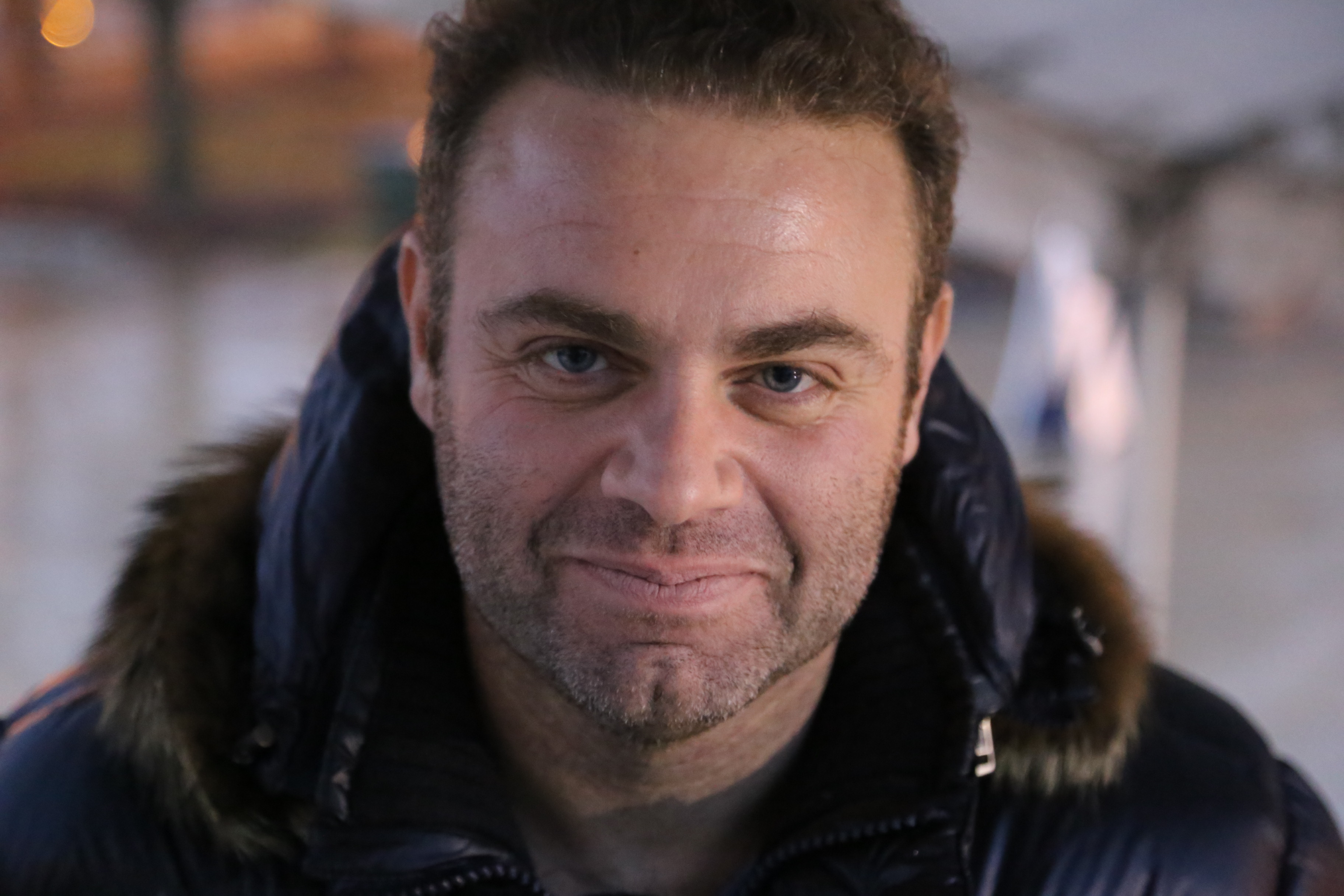
Joseph Calleja

Joseph Calleja (* 22. Januar 1978 in Attard, Malta) ist ein maltesischer Opernsänger (Tenor).

## Biografie
Joseph Calleja begann im Alter von 16 Jahren zu singen, als er von dem Tenor Brian Cefai entdeckt wurde. Sein Lehrer war der maltesische Tenor Paul Asciak. Sein Debüt gab er 1997 im Teatru Astra auf Gozo als Macduff in Macbeth; in demselben Jahr gewann er den Belvedere Hans-Gabor-Wettbewerb, 1998 den Caruso-Wettbewerb in Mailand und 1999 den CulturArte-Preis bei Domingos-Operalia-Wettbewerb.
Im Jahr 2000 debütierte er in Toronto als Rodolfo in La Bohème von Giacomo Puccini. Im Herbst 2009 sang Calleja an der Metropolitan Opera in New York die Rolle des Hoffmann in Jacques Offenbachs Oper Les contes d´Hoffmann, nachdem Rolando Villazón wegen seiner Stimmkrise abgesagt hatte. Während der Saison 2010/2011 übernahm Calleja drei Partien an der Metropolitan Opera: den Rodolfo in La Bohème, den Edgardo in Lucia di Lammermoor von Gaetano Donizetti neben der Sopranistin Natalie Dessay sowie den Herzog von Mantua in Giuseppe Verdis Rigoletto.
Bei seinem Covent-Garden-Debüt in London sang er den Herzog von Mantua und dort ebenfalls den Alfredo in La traviata und den Macduff in Macbeth, außerdem den Nicias in Jules Massenets Thaïs in einer konzertanten Aufführung.
In weiteren konzertanten Aufführungen übernahm er die Rolle des Tebaldo in Vincenzo Bellinis I Capuleti e i Montecchi am Konzerthaus Wien zusammen mit Anna Netrebko (Sopran) und Elīna Garanča (Mezzosopran), die von der Deutschen Grammophon aufgenommen und Anfang 2009 veröffentlicht wurde.
Als Konzertsänger hat Calleja mehrere Deutschland-Tourneen mit Rezitals und Soloabenden sowie gemeinsame Auftritte mit der russischen Sopranistin Anna Netrebko unternommen. Außerdem trat er bei Operngalas in Leipzig, Hampton Court und beim Faenol Festival in Großbritannien gemeinsam mit dem walisischen Bassbariton Bryn Terfel auf. 2012 gestaltete er Teile der Last Night of the Proms.
Am 8. Oktober 2015 wurde Calleja in den Vorstand der Europäischen Musiktheater-Akademie gewählt.

## Partien (Auszug)
- Adam: Wenn ich König wär’ –  Zephoris
- Bellini: I Capuleti e i Montecchi –  Tebaldo
- Bellini: I puritani –  Arturo
- Bellini: La sonnambula –  Elvino
- Bellini: Norma – Pollione
- Bizet: Les pêcheurs de perles –  Nadir
- Bizet: Carmen - Don José
- Cilea: L’Arlesiana - Federico
- Corghi: Isabella –  Lind
- Donizetti: L’elisir d’amore –  Nemorino
- Donizetti: Lucia di Lammermoor –  Edgardo
- Donizetti: Maria Stuarda –  Leicester
- Donizetti: Don Pasquale –  Ernesto
- Donizetti: Roberto Devereux –  Roberto Devereux
- Gounod: Faust –  Faust
- Gounod: Roméo et Juliette –  Roméo
- Massenet: Thaïs –  Nicias
- W. A. Mozart: Krönungsmesse (KV 317) –  Tenorpartie
- W. A. Mozart: Don Giovanni –  Don Ottavio
- Offenbach: Hoffmanns Erzählungen –  Hoffmann
- Puccini: La Bohème –  Rodolfo
- Puccini: La rondine –  Ruggiero
- Puccini: Gianni Schicchi –  Rinuccio
- Puccini: Madama Butterfly –  Pinkerton
- Rossini: Il barbiere di Siviglia –  Almaviva
- Verdi: Falstaff –  Fenton
- Verdi: Un giorno di regno –  Edoardo di Sanval
- Verdi: Macbeth –  Macduff
- Verdi: Requiem –  Tenorpartie
- Verdi: Rigoletto –  Herzog von Mantua
- Verdi: La traviata –  Alfredo

## Diskografie
- 2003: Gaetano Donizetti: Maria Stuart
- 2004: Tenor Arias / Arien u. a. von Cilea, Donizetti, Puccini und Verdi
- 2004: Puccini Discoveries
- 2005: The Golden Voice / Arien u. a. von Adam, Bellini, Bizet, Donizetti und Verdi
- 2007: No Reservations / Soundtrack
- 2009: Vincenzo Bellini: I Capuleti e i Montecchi
- 2011: The Maltese Tenor
- 2012: Be My Love - A Tribute to Mario Lanza
- 2013: Giuseppe Verdi: Simon Boccanegra
- 2014: Amore
- 2018: Verdi
- 2020: The magic of Mantovani

## Auszeichnungen
- 2014: International Opera Award, Reader’s Award der Zeitschrift Opera
- 2021: Opus Klassik in der Kategorie Klassik ohne Grenzen